# Cryptandra arbutiflora
Cryptandra arbutiflora là một loài thực vật có hoa trong họ Táo. Loài này được Fenzl mô tả khoa học đầu tiên năm 1837.